# 영암 부춘정
영암 부춘정(靈巖 富春亭)은 대한민국 전라남도 영암군 영암읍 망호리에 있는 조선시대의 누정이다. 2005년 6월 13일 전라남도의 유형문화재 제284호로 지정되었다.

## 개요
부춘정은 강진에서 영암으로 입향 한 진주강씨 문중에서 1618년(광해군 10)에 건립한 것으로 1672년경 등 몇 차례 중수하였다. 안쪽이 전부 방으로 구성된 구조로 보아 단순한 정자로서의 기능 보다는 서재와 학숙 기능도 함께 하였을 것으로 보이며, 주변풍광도 뛰어나 관련시문이 다수 전하고 있다. 특히, 건조물 구조의 희귀성 등 건축사적 가치가 있다.
부춘정은 평면 구성으로 정면 4칸, 측면 2칸으로 전면(前面)을 벽 없는 마루로 하고 배면(背面)을 벽으로 막아 방을 만들어 전후(前後)가 대칭적으로 처리되어 있다. 건축구조적인 면에 있어서 전후병렬식 겹집이다. 내부 가구 구조가 쌍“시옷(人)”자 형으로 짜여있다. 가구구조는 주심도리, 중도리, 종도리가 있는 5량의 기본가구 구조를 취하고 있으나 마루와 방을 경계 짓는 내진주열에 주심도리에 상응하는 별도의 구조재를 추가 설치하여 이 부재를 중심으로 대청마루상부와 방의 상부구조가 각각 별도의 병렬조합식 3량 가구 구조형식을 취하는 특이한 구조방식을 취하고 있다. 즉 본 건물의 5량가구 구조의 중도리가 대청마루상보의 종도리가 되어 3량가구 구조의 형식을 취하고 인접한 방상부도 동일한 방식을 취하여 2중적 가구 수법을 취하고 있다. 이러한 예는 한국의 전통건축에서는 찾아볼 수 없다.

## 참고 자료
- 영암부춘정 - 국가유산청 국가유산포털